# Andelotská smlouva

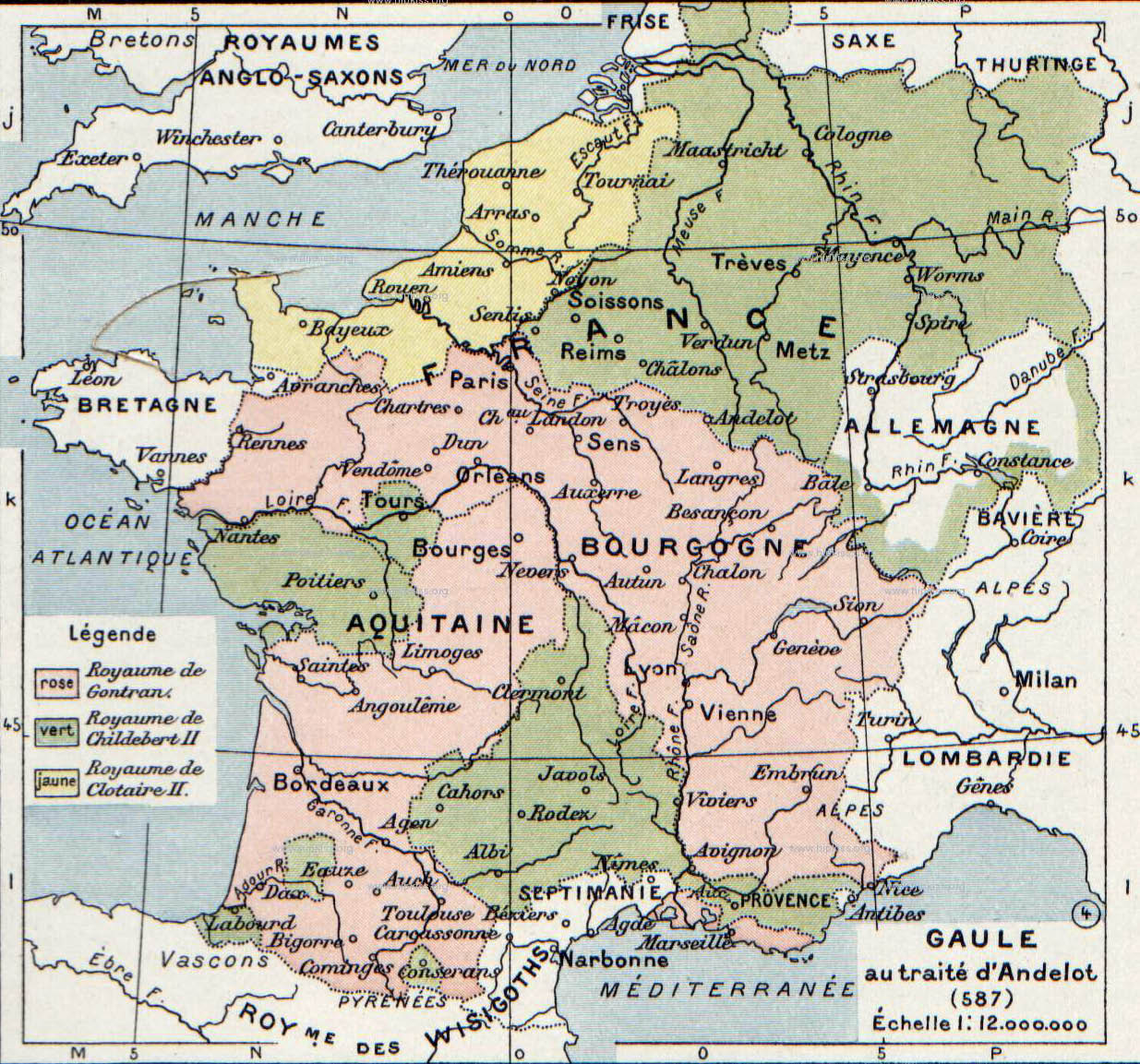
Rozdělení Galie po Andelotské smlouvě v roce 587

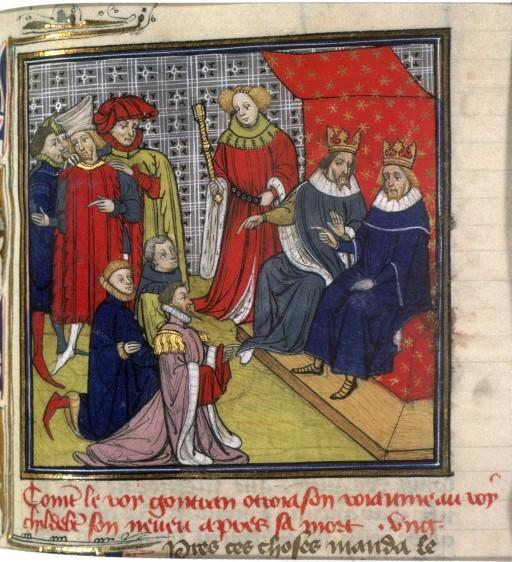
Setkání králů Guntrama a Childeberta II. (vyobrazení v Grandes Chroniques de France).

Andelotská smlouva také Pakt z Andelot byla smlouva mezi králem Guntramem Burgundským a královnou Brunhildou z Austrasie, podepsána v Andelot-Blancheville v roce 587. Na základě podmínek smlouvy Brunhilda souhlasila s tím, aby Guntram adoptoval jejího syna Childeberta II. jako svého nástupce a spojil se s ním proti vzbouřeným leudům.
V listopadu 587 Childebert II., král Austrasie se v doprovodu své matky královny Brunhildy, sestry Chlodosindy a také své manželky Faileuby vydal na setkání s Guntramem, franským králem v Burgundsku do Andelotu, poblíž Chaumont, s cílem sjednat mír mezi královstvím Austrasie a Burgundska. Oba králové vyjednali za přítomnosti mnoha biskupů a významných šlechticů obou království pakt, jehož výsledkem byla Andelotská smlouva z pátku 28. listopadu 587.
Tato smlouva zajistila trvalý mír mezi Austrasií a Burgundskem, a uznala v Guntramovi majetky Châteaudun, Vendôme a opevnění regionu Chartres. Childebertovi II. byl naopak uznán majetek jeho otce Sigeberta I. v Meaux, Tours, Poitiers, Avranches či Albi. Kromě toho získal dvě třetiny Senlis s opcí na koupi poslední třetiny z majetku Guntrama, výměnou za statky umístěné v Ressons poblíž Oise.
Smlouva dále stanovila, že poslední žijící obdrží území toho druhého. Guntram považoval svého synovce za svého dědice. Výměnou za to se Childebert zavázal, že po jeho smrti bude chránit princeznu Clodichildu, dceru krále Guntrama. Pokud Childebert zemře jako první, Guntram se zavázal chránit prince Theudeberta a Theudericha, čímž by se stali dědici obou království.
Text smlouvy oficiálně uznal moc Brunhildy jako královny s uvedením jejího jména v nadpisu smlouvy. Brunhilda si nárokovala věno, které Chilperich I. zřídil pro Galswinthu v Akvitánii. Bývalí leudové Sigeberta I. museli přísahat věrnost Childebertovi II., přičemž bylo zakázáno přijímání uprchlíků. Přesto text smlouvy zajišťoval volný pohyb osob a obchodníků mezi oběma královstvími. Oba králové a královna přísahali, že budou text smlouvy respektovat, vyměnili si dary a políbili se na znamení míru.
Signatáři smlouvy byli také Řehoř z Tours a Agericus z Verdunu. Pro Řehoře bylo významné, že smlouvou bylo Tours Guntramem podstoupeno Childebertovi. Řehoř z Tours text smlouvy uchoval ve svém díle Historia Francorum.